# 디자인 앤드 아트 오스트레일리아 온라인
디자인 앤드 아트 오스트레일리아 온라인(Design & Art Australia Online, DAAO)는 오스트레일리아 예술가들의 온라인 데이터베이스이다. 다른 관련 데이터베이스와 완전히 통합되어 있으며, 연합된 메타데이터를 사용하여 동적인 리소스를 제공한다.
이 프로젝트는 1970년대 시드니 대학교에서 버나드 스미스 지도 아래 딕셔너리 오브 오스트레일리안 아티스츠(Dictionary of Australian Artists, DAA)라는 이름으로 시작되었으며, 1981년 그가 은퇴한 후 조안 커가 이어받았다. 이 사전은 2000년대 초반 DAA의 디지털화된 버전인 딕셔너리 오브 오스트레일리안 아티스츠 온라인(Dictionary of Australian Artists Online)으로 온라인화되었고, 2010년에 수정 및 확장되어 디자인 앤드 아트 오스트레일리아 온라인(Design & Art Australia Online)이 되었다.

## 역사
딕셔너리 오브 오스트레일리안 아티스츠를 만들기 위한 프로젝트는 1970년대 시드니 대학교에서 버나드 스미스 지도 아래 오스트레일리아 연구회(ARC)의 자금 지원을 받아 시작되었다. 1981년 그가 은퇴한 후 조안 커(1938–2004)가 그 발전을 이어받았는데, 커는 주류 인물에 집중했던 작업에 새로운 포괄성 기준을 도입했다.
커가 말기 암 진단을 받았을 때, 이 프로젝트는 커의 학문적 연구를 계속 이어가기 위해 오스트레일리아 미술 학자들의 국가적 노력이 되었다. 커는 서부 사막 예술가들에 대한 학술 저서 작가인 비비안 존슨에게 프로젝트의 편집장을 맡아줄 것을 요청했다. 2004년 2월 22일 사망하기 전, 그녀는 대학, 미술관, 도서관의 국가적 파트너십이 DAAO(Dictionary of Australian Artists Online)를 만들기 위한 자금 신청 절차를 진행하고 있다는 것을 알았다. 프로젝트를 지원하는 첫 번째 ARC 보조금은 UNSW, 뉴사우스웨일스 미술관, 오스트레일리아 국립 미술관, 오스트레일리아 국립 도서관, 뉴사우스웨일스 주립 도서관, 시드니 대학교, 찰스 다윈 대학교가 주도하는 파트너십이었다.
처음에는 세 가지 주요 책이 디지털화되었다: 커의 두 작품 (Dictionary of Australian Artists, Painters, Sketchers, Photographers and Engravers to 1870. (1992) ISBN 0-19-553290-2 및 Heritage: The National Women's Art Book (1995) ISBN 976-641-045-3)과 존슨의 한 작품 (Western Desert Artists: A Biographical Dictionary (1995) ISBN 976-8097-81-7)이 포함되었으며, 이전에 커가 준비한 만화가 데이터베이스와 오스트레일리아 국립 미술관의 로저 버틀러가 준비한 판화 데이터베이스도 추가되었다. 존슨은 테스 알라스와 로라 피셔의 도움을 받아 스토리라인 프로젝트의 일부로 생성된 광범위한 원주민 전기 데이터베이스도 추가했다. 스토리라인 프로젝트는 2007년부터 2009년까지 3년간 ARC 자금 지원을 받은 "비원격" 원주민 예술가 조사였다.
첫 번째 프로젝트 책임자는 레오니 헬머스(2005년부터 2008년)였다.
2010년, 세 번째 ARC 보조금을 받은 후, DAAO는 웹사이트를 수정하고 디자인 앤드 아트 오스트레일리아 온라인(Design & Art Australia Online)으로 변모하는 과정을 시작했다. 2011년 7월 말, 새로운 웹사이트가 출시되었다.
2015년, DAAO는 첫 번째 ARC 보조금 10주년을 맞아 또 다른 ARC 보조금을 받았다.

## 설명 및 거버넌스
DAAO는 "오스트레일리아 예술가에 대한 명확한 오픈 액세스 정보 출처"가 되는 것을 목표로 한다. 현재는 다른 관련 데이터베이스와 완전히 통합되어 있으며, 연합된 메타데이터를 사용하여 동적인 리소스를 제공한다.
2023년 기준 현재 주임 수석 조사원은 로스 할리이며, 프로젝트 매니저는 올리비아 볼턴이다. DAAO는 시드니 대학교와 뉴사우스웨일스 대학교 대표 및 수석 조사원으로 구성된 운영 위원회가 운영한다. 편집위원회는 멘델스존과 할리를 포함한 6명으로 구성된다.

## 추가 문헌
- Germaine, Max Artists and Galleries of Australia and New Zealand 1979, Lansdowne Editions, Dee Why West, NSW 2099 ISBN 0-868-32-0196
- McCulloch, Alan Encyclopedia of Australian Art 1st edition 1968, Hutchinson & Co, London ISBN 0-09-081420-7
- McCulloch, Alan Encyclopedia of Australian Art 2nd edition 1984 (Two volumes), Hutchinson & Co, London ISBN 0-09-148300-X